# 夏貴妃
夏贵妃（？—6世纪？），會稽郡人，梁元帝贵妃，梁敬帝生母。

## 生平
普通年間，夏氏进入时为湘東王的梁元帝萧绎的王宮服侍。543年，夏氏生下萧绎第九子萧方智，即梁敬帝。萧绎有妾夏王丰，未知，与她是否为同一人。
太清六年（552年）冬十一月丙子，丈夫萧绎登基，是为梁元帝。冬十一月己卯，其子萧方智封为晋安郡王。夏氏则在同年冬，晉封安王國太妃。又有贵妃封号，称夏贵妃。紹泰元年（555年），其子萧方智登基，是为梁敬帝。同年十月戊午（555年11月10日），萧方智尊生母夏贵妃为皇太后，立妻子王氏为皇后。次年冬季，因南朝梁滅亡，其子萧方智降为江陰王，故夏太后降為江陰國太妃。后事不详。

## 延伸阅读
[在维基数据编辑]
 《南史·卷12》，出自李延壽《南史》